# System Shock 2
『System Shock 2』（システムショック2）は、PC用のFPS形式アクションRPGサバイバルホラーゲーム。この作品はイラショナル・ゲームズとルッキンググラス・スタジオによって共同開発され、ケン・レヴィンがゲームデザインを担当した。
当初、既存のゲームの続編ではなく独立したひとつのタイトルとして構想されていたこの作品は、制作の中途で1994年発売のPC用ゲーム、『System Shock』の続編となるようストーリー展開を変更された。この方針転換は、『System Shock』フランチャイズの権利を有するエレクトロニック・アーツが販売元として契約を結んだ際にもたらされた。
このゲームの物語はサイバーパンクの世界観で表現された2114年を舞台に、ある恒星間宇宙船の内部で展開される。プレイヤーはひとりの兵士となり、宇宙船内部を壊滅状態に陥れた遺伝子変異体の拡散を食い止めるための任務に直面することになる。前作『System Shock』と同じく、一人称視点での戦闘と探索がゲームプレイの中心となっているが、ロールプレイングゲーム（以下RPG）の要素も内包されており、プレイヤーは自身の能力と特性を開発・成長させることができる。開発できる能力にはハッキング能力や超能力が含まれる。
このゲームは当初、Microsoft Windows用のソフトとして1999年8月に発売され、好意的な評価を得たが、売り上げは予想を下回るものだった。今日、多くの批評家がこの作品は後発のゲーム、とくにファーストパーソン・シューティングゲーム（以下FPS）のデザインに多大な影響をもたらした作品であり、時代の先を行く先進的なゲームだったと考えている。いくつかの「史上最高のゲーム」リストで名前を挙げられてきた。2007年、イラショナル・ゲームズは『System Shock』シリーズの精神的続編である『BioShock』を発売し、批評家から絶賛されるとともに好調な販売を記録した。ルッキンググラス・スタジオの閉鎖にともない、本作の知的財産権は長きにわたって宙に浮いた状態となっていたが、2013年にナイトダイブ・スタジオが『System Shock』フランチャイズの権利を取得し、OS X・Linux環境を含む最新のPC環境に対応させて販売することとなった。2015年12月、アザーサイド・エンターテインメントは続編となる『System Shock 3』の制作に当たって権利者であるナイトダイブ・スタジオから許諾を得たことを発表した。

## ゲームシステム
前作『System Shock』と同様に、ゲームプレイではアクションRPGとサバイバルホラーというふたつのジャンルが融合している。開発者はこのゲームプレイ設計を実現するため、一般的なFPSのゲームプレイ体験に、キャラクターのカスタマイズと成長システムというRPGの象徴的要素を組み込んだ。プレイヤーは格闘、もしくは銃器類を駆使して敵を倒して行くことになるが、RPG的システムを利用して戦闘に役立つ能力を開発することもできる。操作画面は一人称視点であり、画面上には情報を補完するHUDが表示される。HUD上ではキャラクターと使用武器の状態、地図、およびドラッグ・アンド・ドロップで操作できる所持アイテムの一覧表を見ることができる。
物語の背景は、ゲームの進行とともにプレイヤーが音声ログを入手するか、死者の亡霊と遭遇することで徐々に明らかになって行く。ゲームの導入部でプレイヤーは、UNN (Unified National Nominate) という架空の軍事組織の軍種からひとつを選択して兵士としてのキャリアを開始することになる。プレイヤーは選択した軍種に応じて、特定の能力ボーナス一式を本編開始前に与えられるが、本編開始後は選択した軍種にかかわらず任意の能力を選択して強化することができる。海兵隊員は兵器のとり扱い能力に関するボーナスを得る。海軍士官は武器修理とハッキングに熟練している。OSA局員にはいくつかの基礎的な超能力が与えられる。
プレイヤーが能力を強化するためには「サイバー・モジュール」が必要になる。「サイバー・モジュール」は、船内の探索などによって目標を達成した際に報酬として与えられ、「サイバー・アップグレード・ユニット」と呼ばれる装置で消費することによって強化された能力を獲得できる。「オペレーティングシステム (O/S)・ユニット」は一度のみ使用可能な装置で、キャラクターの特性強化に使用することができる。（例：恒久的な体力上限値の上昇） ゲーム内の通貨は「ナナイト」(nanites) と呼ばれ、自動販売機でアイテム（弾薬、治療キットなど）を購入する際に使用できる。ほかにも、「クオンタム・バイオリコンストラクション・マシン」（量子生体再構築装置）を起動しておくことで、装置が設置されているエリアで死亡した際に10ナナイトを支払うことでプレイヤーを再生することができる。この装置を使用しない場合、ゲームは終了され、ゲームの進行はセーブポイントから再開されることになる。プレイヤーはキーパッドをハッキングすることで別のエリアへ移動したり、自動販売機をハッキングすることでアイテムの価格を下げることができる。プレイヤーがハッキングを試みるとミニゲームが開始され、格子状にならんだ緑色のノードを三つ連続でつなげることができればハッキング成功となる。ミニゲームを行うかわりに、「ICEピック」と呼ばれる電子ピックを入手・使用することで、難易度にかかわらず無条件でハッキングを成功させることができる。
プレイヤーは全編にわたって、近接武器、ピストル、ショットガン、エイリアン系兵器など、多種多様な武器を入手することができる。近接武器以外の武器は使用するたびに摩耗して行き、整備ツールを使って定期的に修理を行わないかぎり、最終的には壊れて使用不能になる。弾薬の種類もさまざまで、それぞれの弾薬が特定の種類の敵に対して有効性をもつ。例として、生物系の敵は対人弾によって大きなダメージを受け、機械系の敵は運動エネルギー弾に対して脆弱である。エネルギー兵器はロボットとサイボーグに対して最大級のダメージを与えることができる。地球外環形動物兵器は有機体の敵に対して非常に有効な武器である。とぼしい弾薬を有効に活用するため、プレイヤーには弾丸の慎重な使用が求められる上に、ステージ内をくまなく捜索して弾薬を補給する必要がある。
ゲームプレイには「研究」の要素も含まれる。ゲーム中、未知の物質（とくに未知の敵）に遭遇すると、その組織を採集して貯蔵室に置かれている薬品と混ぜ合わせることで研究を行える。プレイヤーは研究によって、研究された敵に与えるダメージを増加させることができる。一部の地球外生物由来の兵器・アイテムは、研究を終えることで初めて使用することができる。OSA局員は実質的に、3系統に発展する独自の兵器（攻撃手段）を使用することができる。OSA局員が獲得できる超能力には、透明化、火球の発射、テレポーテーションなどが含まれる。

## ストーリー

### 物語の背景
2072年、シタデル・ステーションの消滅を受けてトライ・オプティマム社が行った事件の隠蔽工作はメディアによって暴かれ、スキャンダルの発覚によって同社は多数の個人と企業から罪を追及されることとなった。シタデル・ステーションで生まれたウイルスが乗組員の大半を死亡させたという事実、つまりステーションを管理していたSHODAN (ショーダン) という名の無慈悲で邪悪なAIスーパーコンピューターが、人類の破滅と隷属化をくわだて、最終的にこの宇宙ステーションを壊滅させた事実が白日のもとに晒されていた。おびただしい数の訴訟に追われたトライ・オプティマムは経営破綻に追い込まれ、同社の業務は停止した。国際連盟の後継組織としてUNN (United Nations Nominate) が創設され、トライ・オプティマムを含む権力に飢えた民間企業の悪意と腐敗に対抗することになった。SHODANのような邪悪なAIの再来を防止すべく、人工知能の業務は基本的な作業に制限され、新技術の開発も停止された。その一方で、人類の救世主として世界でもっとも著名な人物になったハッカーは、世間からこつ然と姿を消した。
28年後の2100年、破綻したトライ・オプティマムの株式と資産は、アナトリー・コレンチキンという名のオリガルヒによって買いとられた。闇市場の元取引業者だったコレンチキンは、合法的な事業で収益を挙げることを模索していた。その後の10年間、トライ・オプティマムはコレンチキンによって再建され、かつての地位をとり戻していった。コレンチキンのもとで同社は、医療製品・消費者製品を生産する一方で、多くの民間の、あるいは公的な軍事組織に兵器を供給する契約を結んでいた。こうした契約によってコレンチキンが多くの軍事的勢力をコントロール下に置いていたため、UNNはトライ・オプティマムに対して事実上、何の影響力も行使できなかった。
シタデル・ステーションの事件から42年後、そしてトライ・オプティマムの再建が開始されてから12年が経過した2114年1月、同社は超光速航法が可能な実験的恒星間宇宙船「フォン・ブラウン」を完成させた。「フォン・ブラウン」の処女航海にはUNNの宇宙船「リッケンバッカー」が同行することになっていた。
「リッケンバッカー」を指揮するのは、シタデル・ステーションの司令官として悪名高いエドワード・ディエゴの息子であると同時に、東部対反乱作戦の「ボストン湾の戦い」における英雄でもあるウィリアム・ベッドフォード・ディエゴ船長だった。「リッケンバッカー」は超光速航法システムを搭載しないため、ふたつの宇宙船は一体となって航海にのぞむことになった。また一方でコレンチキンは、経験不足であるにもかかわらず、強いエゴから自身を「フォン・ブラウン」の船長に任命した。
地球を出発してから5ヶ月が経過した2114年7月、一行は太陽系外のくじら座タウ星系第5惑星 (Tau Ceti V) からの遭難信号を受信した。第5惑星の表面に派遣された救助チームは、そこでいくつかの奇妙な卵を発見した。古ぼけた脱出ポッドに入っていたそれらの卵は、救助チームのメンバーに感染し、感染者を「ザ・メニー」 (the Many) というエイリアンの共同体に取り入れた。超自然的集合意識である「ザ・メニー」は、人間の宿主に感染して遺伝子変異を引き起こす寄生虫型生物によって生みだされていた。寄生生物は「フォン・ブラウン」と「リッケンバッカー」の両宇宙船に拡散して行き、乗組員のほとんどが寄生、もしくは殺害される結果となった。

### ストーリー
「フォン・ブラウン」の医療デッキで、生き残ったひとりの兵士がクライオチューブ内部で目を覚ます。コンピューターの誤作動により、兵士は記憶喪失状態にあったが、彼の身体には非合法な神経サイバー・インターフェイスが埋め込まれていた。目覚めたばかりの兵士に生存者のひとり、ジャニス・ポリート博士からの連絡がとどき、兵士は彼女の指示によって急減圧が起きる前に避難することができた。ポリートは兵士に、「フォン・ブラウン」の第4デッキで彼女に会うよう命じる。第4デッキにたどり着くまでの道中、兵士は寄生された乗組員との戦闘を繰り広げる。そんな兵士に対して、「ザ・メニー」はテレパシーで話しかけ、兵士自身も「ザ・メニー」の一部となるよう説得することを試みる。「フォン・ブラウン」のエンジンコアを再始動させることに成功した兵士は、第4デッキに向かう。第4デッキにたどり着いた兵士が見たのは、ポリートの死体だった。そのとき、兵士の前に突如としてSHODANが現れる。SHODANは、信頼を得るためにポリートの名を騙っていたのだと兵士に告げる。
SHODANは、「ザ・メニー」が自らがシタデル・ステーションで行った生物工学的実験の産物であることを明かした。SHODANを生み出したハッカーは、地球を汚染から守るためシタデル・ステーションから実験体に汚染された緑地区画を切り離したが、この行為はSHODANの一部が緑地区画の中で生き延びることを可能にした。放棄された緑地区画はくじら座タウ星系第5惑星に墜落した。墜落を生き延びるため、SHODANは冬眠状態になることを強いられたが、その一方で「ザ・メニー」は進化を続け、もはやSHODANのコントロールが及ばない存在になった。SHODANは兵士に対して、生存したいのならば自らの「創造物」の抹殺を手伝うほかに道はないと告げる。「フォン・ブラウン」のメインコンピューター、XERXES (ゼクシス) のコントロールを取り戻すための努力は徒労に終わり、SHODANは「フォン・ブラウン」を破壊することが、残された唯一の選択肢であると兵士に伝えた。「フォン・ブラウン」を破壊する前に、兵士は「リッケンバッカー」にSHODANのプログラムを転送することを命じられる。その道中、兵士は瞬間的にふたりの生存者、トーマス・”トミー”・スアレスとレベッカ・シドンズに遭遇する。トミーとレベッカは脱出ポッドを使い、「フォン・ブラウン」からの離脱を果たす。
SHODANの転送作業が完了し、兵士は「リッケンバッカー」に移動した。彼はそこで、巨大な生物組織の塊が、ふたつの宇宙船を包み込むように覆っているのを目にする。兵士は生物組織の中に突入し、「ザ・メニー」のコアを破壊した。コアが消滅した事により、寄生生物の伝染には終止符が打たれた。SHODANは兵士の活躍に祝辞を述べた。そして自らの真の目的が、「フォン・ブラウン」の超光速航法ドライブを利用して、現実空間と仮想空間を統合することなのだと明かした。兵士はサイバースペースでSHODANと対峙し、SHODANは敗れる。ラストシーンで、トミーとレベッカの脱出ポッドは平和を取り戻した「フォン・ブラウン」からのメッセージを受信する。トミーは返答して、彼らも「フォン・ブラウン」に帰還するつもりであることを伝え、同時にレベッカの様子がおかしいことへの懸念を示した。そこに現れたレベッカは、まるでSHODANのような声で、彼女の「新しい見た目」を気に入ったかどうかトミーに尋ね、画面は暗転する。

## 歴史

### 開発
このゲームの開発は1997年にルッキンググラス・スタジオがイラショナル・ゲームズに新作ゲームの共同開発を提案したことから始まった。開発チームは『System Shock』のファンであり、『System Shock』に類似したゲームの制作を模索した。開発当初のストーリー案は小説『闇の奥』と似通っていた。草稿では主人公はある宇宙船の狂った司令官の暗殺を命じられるという設定だった。開発時のプレゼンテーション用資料によれば、当初の題名は『ジャンクション・ポイント』というものだった。このゲームのデザイン哲学は、SF的な背景設定をもつ『Ultima Underworld: The Stygian Abyss』型ダンジョン探索ゲームという、『System Shock』の核心的コンセプトを継承・発展させることだった。しかしながら、『System Shock』は当時のマスコミによって『DOOM』シリーズの模倣品のひとつと誤って評され、その評判は『System Shock』の商業的な成功をはばむ結果となった。『ジャンクション・ポイント』の開発目標は、顕著なRPG要素と力強いストーリー展開を加えることで、『DOOM』とは明確に異なるゲームを作ることだった。
制作には18ヶ月の開発期間と、170万ドルの開発費を要した。開発途上にあったこの作品は数社のパブリッシャーに対して売り込まれ、最終的に『System Shock』フランチャイズの権利を保有するエレクトロニック・アーツが反応し、『System Shock』の続編としての発売を提案した。開発チームはこの提案を承諾した。エレクトロニック・アーツが販売元に決定したことにともなって、ストーリーには改変が施され、本作は『System Shock』フランチャイズの一部となった。当プロジェクトに与えられた開発期間は1年間であり、この短い時間枠で作品を完成させるため、『Thief: The Dark Project』の制作にも用いられた、Dark Engineという未完成のゲームエンジンを使用しての開発作業が開始された。
デザイナーはこのゲームにRPGの要素を組み込んだ。ゲーム世界は永続的に存在するもので、周囲の環境はプレイヤーが不在の間も絶えず変化し続ける（ルッキンググラス・スタジオ制作の『Ultima Underworld』のシステムに近い）。
テーブルトークRPGの影響も見てとれる。このゲームにおけるキャラクター・カスタマイズのシステムはトラベラー (TRPG)の方法論にもとづいており、架空の組織の軍種を選択する形態で行われる。キャラクターの成長に複数のコースを与えることで、プレイヤーにより自由度の高いゲームプレイ体験を提供している。
中核といえるのはホラー要素であり、開発チームは効果的なホラー体験を具現化するために必要な、4つの大きな条件を定義した。孤独感はもっとも重要な条件とされ、ゲーム中プレイヤーがほかの生命体と接触する機会は少なくなっている。次の条件は脆弱性であり、簡単に死亡するプレイヤー・キャラクターというかたちで演出される。残りの条件は陰鬱な音響効果と、「知性的な光と影の配置」である。主導的デザイナーであるケン・レヴィンは、前作『System Shock』の敵役「SHODAN」を本作でも再登場させることにした。レヴィンのアイディアのひとつは、プレイヤーがSHODANの盟友となるよう仕向けるというものだった。レヴィンはゲームのキャラクターがあまりにも信頼の置ける存在であり、ゲームにおいては当然のように、「善人は善人。悪人は悪人。見るものや感じるものはすべて現実」とされることに疑問を感じており、SHODANにプレイヤーを欺かせることで、この固定観念を破壊しようと試みた。レヴィンは、「ゲームの中のキャラクターが裏切られることはあるが、『プレイヤー自身』が裏切られることは決してなかった。プレイヤーが持つその信頼を破り、キャラクターではなくプレイヤーが操られ、欺かれたという感覚を与えたかった。」と語るが、このレヴィンの選択は開発チームの内部で物議をかもした。
プロジェクトはいくつかのトラブルに見舞われた。ふたつのソフトウェア会社による混成チームであることが災いし、仕事の割り当てをめぐって緊張が生まれ、数人の開発者がプロジェクトから離脱する結果となった。くわえて、多くの従業員は明らかに経験が不足していたが、プロジェクト管理者のジョナサン・チェイは当時を振り返って、「経験不足であるがゆえに、くたびれた熟練開発者がなくしがちな情熱と献身的姿勢が見られた」と語り、この環境がかえって有利に働いたと感じている。ゲームエンジンとして使用されたDark Engineもトラブルの原因となった。このエンジンは未完成であり、プログラマーはバグに遭遇するたびに修正作業に追われた。その一方で、ソースコードを頻繁に修正する環境はエンジンに追加の機能を書き加えることも可能にした。
すべての障害が開発現場で起こったわけでもなかった。E3でデモンストレーションを行った際には、同時期に起こったコロンバイン高校銃乱射事件の影響で、銃器を一切登場させないかたちでプレゼンテーションを実施することを強いられた。

### 販売
1999年8月2日、チュートリアルと最初のミッションの序盤3分の1までを遊ぶことができる体験版が公開された。その9日後、小売店への出荷が開始された。1ヶ月後には強化パッチが公開され、協力プレーモードの追加、武器摩耗率と敵のリスポーン率の調整など大幅な変更が行われた。当初はドリームキャストへの移植版も予定されていたが、キャンセルされた。

### サポート終了・ソースコードの流出
2000年ごろに開発元・販売元による技術サポートが終了したことで、残されたバグと最新のオペレーティングシステム・ハードウェア環境への非対応は徐々に深刻な問題になっていった。技術的サポートの欠如を補うべく、一部のファンはMod（改造データ）制作コミュニティで積極的に活動を始め、アップデートし続けた。Modの例として、「System Shock 2 Rebirth」と呼ばれるグラフィック強化Modは、ローポリゴンの3Dモデルの多くを高品質なものに置き換える。「Shock Texture Upgrade Project」というModはテクスチャーの解像度を向上させる。　アップデートされたマップ作成ツールもユーザーコミュニティにより公開されている。2009年にはDark Engineのソースコードがルッキンググラス・スタジオの元従業員（当時アイドスに勤務）の所有物の中から発見された。2010年4月下旬、「ドリームキャスト・トーク」というインターネットフォーラムの利用者の1人は、自身が購入したドリームキャストのソフトウェア開発キットを分解し、その中からDark Engineのソースコードを発見した。2012年には『System Shock 2』と、Dark Engineで開発されたほかのゲームをアップデートするいくつかの非公式パッチが公開された。

### 知的財産権をめぐる混乱・再発売
知的財産権(IP)をめぐっては、エレクトロニック・アーツとメドウブルック保険グループ（スター保険会社の親会社）の間で問題が紛糾し、この作品は長年にわたって2社による争いの中に捕われることとなった。メドウブルック保険グループはルッキンググラス・スタジオの閉鎖にともなってその資産を取得していたが、子会社のひとつであるスター保険会社の弁護士によると、グループは現在までにエレクトロニック・アーツが保有していた残りの知的財産権も譲り受けたとしている。
2012年10月、ナイトダイブ・スタジオのステファン・キックは最新のシステム環境に適合させるべく、権利保有者との交渉を開始した。その後アップデートされ、配信するための許諾を得ることに成功したキックは、GOG.comと協力し、2013年2月にGOG.comのウェブサイト上で期間限定のデジタル配信を行った。当時、GOG.comのゲームカタログへの追加がもっとも望まれていたゲームでもあった。GOG.comによって「コレクターズ・エディション」と呼ばれたこのバージョンは、Le Corbeauという匿名利用者が作成した最新PC環境への対応を可能にするアップデートを含んでいた。ほかにもこの配信には、ユーザーが作成したModをよりスムーズに適用できるようなアップデートや、ゲームのサウンドトラック、フォン・ブラウン号内部の地図、開発初期のプレゼンテーション用資料などが含まれた。この許諾を利用して、2013年6月18日にMac OS X版がGOG.com上で配信された。この作品は2013年5月10日にSteam上でも購入可能になった。2014年4月にはLinux版も配信された。
2015年9月、ナイトダイブ・スタジオは前作『System Shock』の権利を得たうえで、内容を強化した『System Shock Enhanced Edition』を発売した。キックはその後、ナイトダイブ・スタジオが『System Shock』シリーズ全体への権利を取得したことを報告した。

## 評価
12を超える賞を受賞している。この作品の受賞歴には7のメディアでの「ゲーム・オブ・ザ・イヤー」受賞が含まれる。批評は非常に好意的なもので、この作品の複数のジャンルを融合させたゲーム性、陰鬱な雰囲気をかもし出す音響設計、および魅力的なストーリーが称賛を浴びた。批評家は、とくにFPSゲームとサバイバルホラーゲームのジャンルにおいて多大な影響をもたらしたと考えている。過去のゲームを振り返った記事の中でGameSpotは、「時代の遥か先を行っていた」とし、驚くべきゲームプレイ体験を提供したことで「ゲームに要求されるメカニズムとドラマ性の水準を引き上げた」と評した。批評家からの評価はきわめて高かったものの、商業的な成功を収めることができなかった。売り上げ本数は2000年4月の時点で5万8671本にとどまった。
いくつかの出版物は自由度の高いゲームプレイを称賛した。本作のキャラクター・カスタマイズ要素に関してIGNのトレント・ウォードは、このRPG的システムのもっとも優れた点はプレイヤーが、「まったく異なる何人ものキャラクターとして遊ぶ」ことを可能にしていることであり、このシステムによって繰り返し遊んでもつねにユニークであるように感じると述べた。『ジャスト・アドベンチャー』誌のエリック・レケイスはこの意見に同意して、「プレイヤーが遊びたいように遊べるゲームはきわめて貴重な存在だ」とした。Allgameのアレック・ノーランズは、異なるキャラクター区分の存在がこのゲームを「多様で、クリアした後すぐにまた遊び始めたくなる」作品にしていると考えている。『コンピューター・ゲーム・マガジン』のロバート・メイヤーは「ひとつのジャンルにまったく束縛されないゲーム」と呼び、「テンポの速いアクションはたまにしか求められず、戦略的な要素のほうが重要になる。反射神経ではなく熟考することが実を結ぶ。」と強調した。
数多くの批評家がこのゲームに恐怖を感じたと述べている。『コンピューター・アンド・ビデオゲームズ』は「引き込まれるよう」であると表現し、読者に対して「何度も心臓が飛び出すほど驚く」ことになると保証した。Allgameはこのゲームの音響効果が際立って優れていることに着目し、それは「歯ぎしりするほどの不安を感じさせる」ものであると述べた。『PCゲーマー』のウィリアム・ハームズは、自身がこれまでに遊んだゲームの中でもっとも怖い作品だと断言した。一部の批評家はこのゲームの武器摩耗システムの煩わしさを指摘した。この摩耗システムに関しては、開発チームのメンバーもいくつかの懸念を示していた。RPG的なシステムも賛否が分かれる点だった。GameSpotはこのゲームの職業システムについて、軍種の選択に関係なく能力を強化できると述べたうえで、「ひどくアンバランス」になっていると述べた。Allgameもこれに類する感想を述べ、システムが「ハッカー系統のキャラクターに偏っている」とした。

『ゲームプロ』のシド・シューマンは、『System Shock 2』と『Deus Ex』は「現代FPSにおけるふたつのイノベーション」であると述べ、本作の複雑なRPG的ゲームプレイを革新的だと評した。IGNのキャム・シェイは、FPSジャンルの「さらなる再創造」であると語り、その理由として本作のストーリー、キャラクター、そしてRPG的なシステムを挙げた。『PCゾーン』は「現代コンピューターゲームの素晴らしいお手本」と本作を称え、「SFホラーの傑作」であるとした。多くの特集記事で「史上最高のゲーム」のひとつとして紹介されている。本作を「史上最高のゲーム」一覧にリストアップした媒体には、ゲームスパイ、『エッジ (雑誌)』、『エンパイア』、IGN、GameSpot、『PCゲーマー』などがある。IGNは史上最高のFPSゲームの35位に挙げた。X-Play(TV番組)は『サイレントヒル2』に次いで史上2番目に怖いゲームとして本作を格付けた。本作の敵役であるSHODANはIGN、GameSpot、『ザ・フェニックス』 など、多くのゲーム批評家が支持しているキャラクターである。

## 続編
カルト的な人気をもつ作品となり、ファンはこのゲームの続編を待ち望んだ。2006年1月9日、GameSpotはエレクトロニック・アーツが『System Shock』シリーズの商標保護を更新したと報じ、『System Shock 3』の開発が進められているのではないかという憶測を呼んだ。この報道から3日後、『コンピューター・アンド・ビデオゲームズ』は信頼できる情報源が現れたとしたうえで、『System Shock 3』の開発を確認したと報じた。エレクトロニック・アーツUKはこの情報についての問い合わせにコメントを出さなかった。『PCゲーマーUK』は、『ゴッドファーザー (TVゲーム)』（レッドウッド・ショアーズ・スタジオ開発）にかかわったチームが『System Shock 3』の開発を担当していると主張した。ケン・レヴィンはシリーズ3作目の制作を指揮するのか否かを尋ねられ、「わたしはその質問に答えられる立場にまったくない」と返答した。レヴィンは『System Shock 3』の展望については楽観的な意見を述べたが、過去に自らが続編のアイディアを提案した際にエレクトロニック・アーツ側が関心を示さず、続編の価値について懐疑的な態度をとったことを明かした。結果的に、エレクトロニック・アーツが続編の開発を支持することはなく、『System Shock』の商標登録が失効することを黙認した。その後、レッドウッド・ショアーズ・スタジオは2008年に『DEAD SPACE』を世に出したが、この作品のテーマ・表現には『System Shock』シリーズとの明らかな類似性がある。『DEAD SPACE』のデザイナー、ベン・ワナットとライト・バグウェルによれば、この作品は当初『System Shock 3』として計画されていたが、『バイオハザード4』の発売後、計画を白紙に戻して『バイオハザード4』の流れを汲むゲームを開発することになり、それが『DEAD SPACE』の制作につながったという。
2015年11月、『System Shock』フランチャイズの権利を取得したナイトダイブ・スタジオはシリーズ3作目の制作を検討していることを発表した。2015年12月にはアザーサイド・エンターテインメント（ルッキンググラス・スタジオの元デザイナーであるポール・ニューラスにより設立）はナイトダイブ・スタジオから許諾を得たうえで『System Shock 3』の開発を行っていることを公表した。アザーサイド社は『System Shock』シリーズの続編を開発する権利自体は数年前の時点で取得していたが、『System Shock』という名称の使用についてナイトダイブ・スタジオからの許諾を必要としていた。『System Shock 3』ではテリ・ブロシアスが再びSHODANの声を演じるほか、シリーズ第1作目のコンセプト・アーティストを務めたロブ・ウォーターズも制作作業に参加することになる。2016年2月には『System Shock』のプロデューサー、ウォーレン・スペクターもアザーサイド・エンターテインメントに加入して『System Shock 3』の制作に携わることを公表している 。スペクターによれば、この作品の物語は『System Shock 2』のエンディングの直後から開始され、SHODANはレベッカの身体を乗っとった状態で登場する。スターブリーズ・スタジオは『System Shock 3』の開発に1200万ドルを投資したうえで、この作品の販売元契約を結んだ。この契約ではアザーサイド社が作品に関するすべての知的財産権を保持するかわりに、投資額の120%と利益の50%をスターブリーズ・スタジオ側に支払う義務が生じる。この投資により、『System Shock 3』を当初予定されていたPC版のみでなく、家庭用ゲーム機向けにも開発することが可能になった 。

### 精神的後継作品
2007年、イラショナル・ゲームズ（当時「2K Boston/2K Australia」の社名で知られた）は『System Shock』シリーズの精神的後継作品である『BioShock』を世に出した。『BioShock』の舞台は遺伝子改造の蔓延によって崩壊した海中のユートピア社会であり、そのゲームプレイを構成する要素の多くが類似していた。 具体例としては、生体再構築装置を使用することでプレイヤーが死亡時に復活できる、ハッキングを行うことができる、弾薬の節約が重要である、探索がゲームプレイの中心的要素となっている、プラスミドを介して特殊な能力を獲得することができる、特殊能力の中には『System Shock 2』で登場した超能力に類似したものがある、などの共通点が挙げられる。『System Shock 2』と『BioShock』にはストーリー展開にもいくつかの類似点があり、物語の背景を音声ログと亡霊との遭遇という演出を用いて説明する点でも共通している。イラショナル・ゲームズは『BioShock Infinite』に「1999モード」と呼ばれるゲームモードを収録したが、この名称は本作が発売された1999年に由来するもので、難易度の高さやプレイヤーの選択が長期的な影響を及ぼすなどの点で『System Shock 2』を彷彿とさせる過酷なゲームプレイを体験できるモードになっている 。
2017年、アーケイン・スタジオは宇宙ステーション「タロスⅠ」 が舞台の『PREY』を世に出したが、この作品は『System Shock』シリーズと類似した特徴を持っている。『PREY』でも本作と同様に超能力（「ニューロモッド」と呼ばれる）が登場し、ゲームプレイの基本的要素になるほか、音声ログと断片的なテキストによって物語の背景を明らかにする手法でも共通している。くわえて、『PREY』ではハッキング要素やアイテム作成要素がゲームプレイの特徴となっており、脇道的な探索と弾薬・Psiポイント（使用できる超能力の数値）の節約に重点が置かれている。この作品においても宇宙ステーションの乗組員は未知の生命体にとり憑かれているが、その原因はAIの暴走ではなく、謎めいたエイリアン種族「ティフォン」の封じ込めの失敗と設定されている。『PREY』ではゲーム中「ルッキング・グラス」と呼ばれるストーリー上重要な役割をになう技術が登場するなど、暗に『System Shock』開発陣への言及が行われる。